# Anochetus neglectus
Anochetus neglectus es una especie de hormiga carnívora del género Anochetus, categorizada en la tribu Ponerini, de la subfamilia Ponerinae. Fue descrita por Emery en 1894.

## Distribución
Se distribuye por América: Argentina, Brasil, Colombia, Cuba, Panamá, Paraguay, Perú y Uruguay.

## Hábitat
Habita en el bosque estacional semicaduco y lluvioso húmedo, en áreas urbanas, pastizales, parques, jardines, sobre el pasto, en nidos y la hojarasca. Se ha encontrado a elevaciones de 200 hasta 1099 m s. n. m.